# Bundesautobahn 38
De Bundesautobahn 38 (kort BAB 38, A38 of 38), ook wel Südharzautobahn genoemd, is een Duitse autosnelweg die een belangrijke verbinding vormt tussen Kassel en Leipzig, alwaar de A38 aansluit op de A14. De snelweg begint ten zuiden van Göttingen aan de A7 en verloopt richting het oosten via Heilbad Heiligenstadt, Leinefelde-Worbis, Nordhausen, Sangerhausen, Lutherstadt Eisleben en de agglomeraties van de steden Halle (Saale) en Leipzig. Tussen beide steden wordt ook de A9 gekruist en eindigt de A38 op de A14 met het knooppunt Dreieck Parthenaue bij Naunhof en is hierbij onderdeel van de onvolledige ring om Halle en Leipzig, de Mitteldeutsche Schleife. De A38 is onderdeel (nr. 13) van het zogenaamde Verkehrsprojekt Deutsche Einheit. Dit is een pakket aan infrastructurele projecten om het voormalige West- en Oost-Duitsland aan elkaar te verbinden met nieuwe snelwegen, spoorlijnen en kanalen. De A38ontsluit een groot deel van de regio en zal samen met de A7 (Drammetal - Kassel) en de A44 (zuidoostelijk van Kassel) een nieuwe verbinding vormen tussen Leipzig/Halle en het Ruhrgebied en daarmee deels de A2 ontlasten. Sinds 22 december 2009 is de snelweg volledig te gebruiken.

## Bijnamen
In tegenstelling tot vele andere snelwegen heeft de A38 in de volksmond verschillende bijnamen gekregen:
- Dreieck Drammetal - aansl. Friedland: Zubringer Friedland (historisch bepaald door de B524);
- Heidkopftunnel - aansl. Großwechsungen: Eichsfeldautobahn;
- aansl. Großwechsungen - Dreieck Südharz: Südharzautobahn;
- Dreieck Halle-Süd - Kreuz Rippachtal: Südumfahrung Halle;
- Kreuz Rippachtal - Dreieck Parthenaue: Südumfahrung Leipzig, Südtangente Leipzig.

## Planningsgeschiedenis en bouw
Al in de jaren 30 waren plannen voor een Reichsautobahn Dessau - westelijk van Halle - Nordhausen - Göttingen (met verlenging noordelijk van Kassel naar Hamm). Ook op de netwerkkaart van 1940 bleef deze verbinding bestaan, die vanaf de huidige A9 bij Dessau-Süd afboog en zuidelijk van Köthen (Anhalt) via Gerbstedt naar Nordhausen en Göttingen verlopen zou. Een fragment van dit plan bleef nog tot in de jaren 80 in de kaarten van de uitgever Mairs Geographischer Verlag uit Stuttgart, met een trajectdeel van Gerbstedt via Ihlewitz (met zijtak naar Maagdenburg), Könnern-Nelben (Saalekruising), Könnern, Hohenedlau (met zijtak naar Halle) en Gröbzig, bestaan. Het netwerkplan van de Duitse Democratische Republiek uit 1958 voorzag ook een snelwegverbinding, echter noordelijk van Halle afbuigend van de weg Halle - Maagdenburg en verder via Eisleben en Nordhausen tot de Duits-Duitse grens bij Mackenrode. Dit plan sloot naadloos aan op de planningen van de Bondsrepubliek Duitsland. Volgens het West-Duitse conceptwegenplan voor de bouw en verbouw van federale wegen in de periode 1971 tot 1985, vastgesteld op 30 juni 1971, was een snelweg vanuit de omgeving van Willebadessen via Beverungen, Uslar, Nörten-Hardenberg en Herzberg tot de voormalige Duits-Duitse grens bij Mackenrode onder de interne naam "Autobahn 105" gepland. Bij de hernummering van de West-Duitse snelwegen op 1 januari 1975 werd deze geplande verbinding onderdeel van de A46, echter kwam het niet tot realisering. Met de tweede wijziging van het federale wegenplan voor de periode 1971 tot 1985 van 25 augustus 1980 werd het traject zonder alternatief geschrapt. Ook in het derde wegenplan werd het traject niet meer opgenomen. Daarnaast zette de DDR het plan niet om in realisatie, zodat tot 1989 tussen Göttingen, Nordhausen en Halle geen goede autoverbinding bestond.
Met de val van de Muur en de Duitse hereniging kwam de vraag voor een nieuwe verkeersverbinding weer naar boven. Al op 9 april 1991 stemde de Bondsregering in met het programma Verkehrsprojekte Deutsche Einheit (VDE) in afwachting van het nieuwe federale wegenplan, het Bundesverkehrswegeplan 1992. Het project kreeg het nummer 13 in het VDE en omvat de verbinding Göttingen - Halle (Westtangent) - A14 noordelijk van Halle evenals een zijtak zuidelijk van Halle naar de A9 bij Weißenfels. Het vervolg naar Leipzig was niet voorzien. Het traject Göttingen - Halle - A14 kreeg het nummer A82, de zuidelijke zijtak naar de A9 het nummer A140. Dit plan werd bij het opstellen van het Bundesverkehrswegeplan 1992 niet nogmaals onderzocht. Zo werd in het vierde federale wegenplan, vastgesteld op 15 november 1993, beide snelwegen onder de nummers A82 en A140 opgenomen. Voor de A140 was alleen nog de zuidelijke randweg van Leipzig voorzien. 
In het Bundesverkehrswegeplan 2003 werden de kosten van de snelweg op €1,0 miljard geschat. Omgerekend per gebouwde kilometer betekent dit dat de snelweg €4,8 miljoen per kilometer zou kostte, de totale lengte is 219 kilometer. Voor de deelstaat Saksen-Anhalt zouden de bouwkosten €279 miljoen, voor Saksen €257 miljoen, voor Thüringen €373 miljoen en voor Nedersaksen €93 miljoen bedragen. De deelstaat Hessen hoefde niets bij te dragen omdat de snelweg maar één kilometer door deze deelstaat loopt.
Doordat de A38 onderdeel was "Verkehrsprojekt Deutsche Einheit" viel het onder een speciale wet die de verplichte procedures versnellen. Burgers hadden hierdoor nauwelijks inspraak in de procedure. De planning en de bouw werden hoofdzakelijk bij het Nedersaksische deel door burgerprotesten vergezeld. De geluidsoverlast voor de dorpen in de gemeente Friedland in Landkreis Göttingen leidde tot een herkenbare tegenstand tegen de snelweg, ook omdat deze door een potentieel natuurpark zou verlopen. Daartegenover stonden in Noord-Thüringen, Saksen-Anhalt en Saksen hoge verwachtingen wat betreft de vervoersprestaties, bereikbaarheid evenals de aanknoping van nieuwe bedrijventerreinen.
Door de nieuwe A38 verviel de functie van de oude doorgaande weg ten oosten van Arenshausen, de B80. 

## Verkeersvrijgave
De A38 werd in stappen als volgt geopend:
| Jaar     | Trajectdeel                                                                   | Lengte  | Opmerkingen |
| -------- | ----------------------------------------------------------------------------- | ------- | ----------- |
| jaren 70 | Dreieck Drammetal (toen aansl. Friedland) - zuidwestelijk van Friedland (B27) | 4,4 km  | als B524    |
| 1997     | aansl. Leuna - Lützen (B87)                                                   | 10,8 km |             |
| 1998     | aansl. Werther - aansl. Heringen                                              | 7,5 km  |             |
| 2000     | Lützen - aansl. Leipzig-Südwest                                               | 15,1 km |             |
| 2000     | westelijk van Wallhausen (B80) - aansl. Sangerhausen-Süd                      | 8,5 km  |             |
| 2001     | aansl. Leinefelde - aansl. Breitenworbis                                      | 7,5 km  |             |
| 2002     | aansl. Sangerhausen-Süd - aansl. Lutherstadt Eisleben                         | 17,3 km |             |
| 2002     | Wipperdorf - Werther                                                          | 9,6 km  |             |
| 2003     | Dreieck Drammetal (A7) - zuidwestelijk van Friedland (B27)                    | 7,9 km  |             |
| 2003     | Dreieck Halle-Süd (A143) - aansl. Merseburg-Nord                              | 5,9 km  |             |
| 2003     | aansl. Merseburg-Nord - aansl. Merseburg-Süd                                  | 9,3 km  |             |
| 2003     | aansl. Merseburg-Süd - aansl. Leuna                                           | 4,3 km  |             |
| 2004     | aansl. Roßla - westelijk van Wallhausen                                       | 6,9 km  |             |
| 2005     | aansl. Heringen - aansl. Roßla                                                | 15,7 km |             |
| 2006     | zuidwestelijk van Friedland - aansl. Heilbad Heiligenstadt                    | 18,9 km |             |
| 2006     | aansl. Leipzig-Südwest - aansl. Leipzig-Süd                                   | 9,5 km  |             |
| 2006     | aansl. Leipzig-Süd - aansl. Leipzig-Südost                                    | 7,0 km  |             |
| 2006     | aansl. Leipzig-Südost - Dreieck Parthenaue (A14)                              | 7,7 km  |             |
| 2006     | aansl. Heilbad Heiligenstadt - aansl. Leinefelde-Worbis                       | 15,7 km |             |
| 2006     | aansl. Bleicherode - aansl. Werther                                           | 4,6 km  |             |
| 2008     | aansl. Lutherstadt Eisleben - aansl. Schafstädt                               | 16,3 km |             |
| 2008     | aansl. Schafstädt - Dreieck Halle-Süd (A143)                                  | 5,9 km  |             |
| 2009     | aansl. Breitenworbis - aansl. Bleicherode                                     | 11,9 km |             |
| 2012     | aansl. Großwechsungen (B243)                                                  |         |             |
| 2013     | Dreieck Südharz (A71)                                                         |         |             |

## Bijzonderheden
Over bijna het gehele traject loopt parallel de spoorlijn Halle-Kasseler Eisenbahn, die eveneens onderdeel was van de Verkehrsprojekt Deutsche Einheit. 
De 1.724 meter lange Heidkopftunnel (met de naam "Tunnel der Deutschen Einheit") is de langste tunnel in dit traject en doorkruist de grens tussen de deelstaten Thüringen en Nedersaksen.
De A38 verloopt zuidelijk van Leipzig (Neue Harth) ongeveer tien kilometer over afdekgrond van twee voormalige bruinkoolmijnen, waardoor bijzondere veiligheidsmaatregelen nodig zijn.
De A38 vormt bij Leipzig de zuidelijke rondweg om de stad. Daarbij is het niet alleen een belangrijke oost-westverbinding maar ook een toegang tot de binnenstad van Leipzig. Het pretpark "Belantis" kreeg hierbij een eigen snelwegaansluiting (Leipzig-Neue Harth). 

## Verdere losse projecten langs de A38

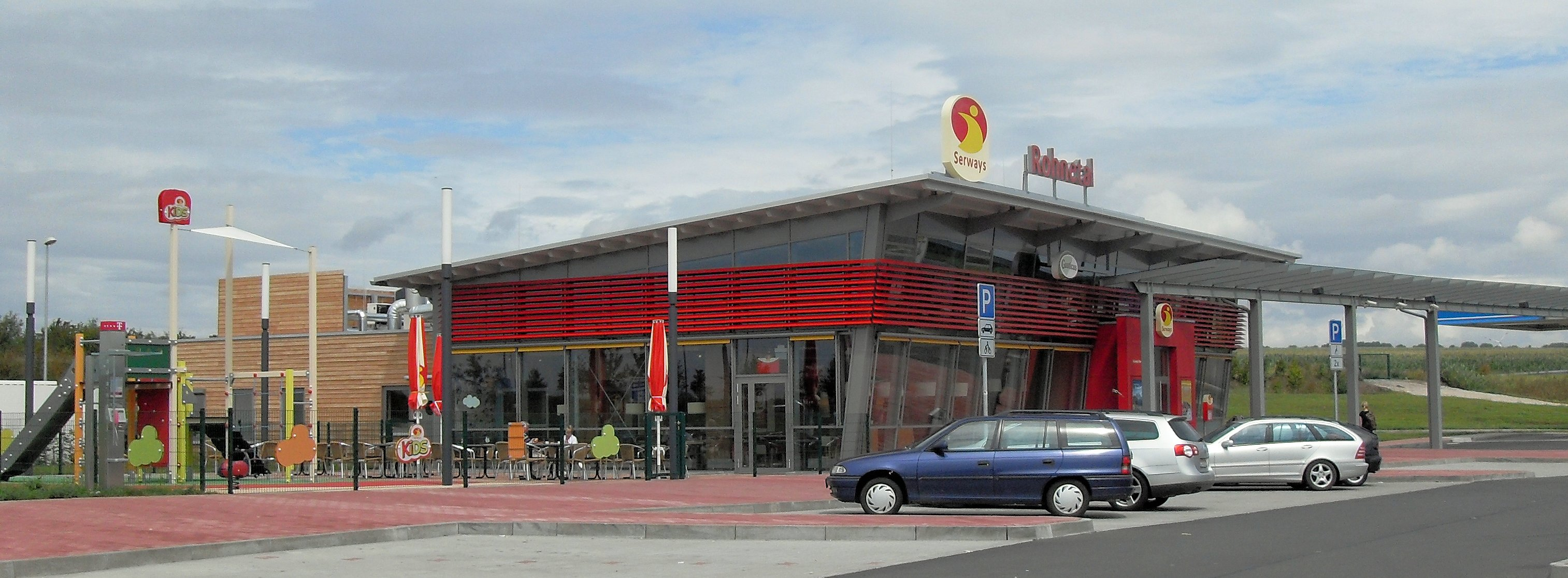
De in 2011 geopende verzorgingsplaats Rohnetal. (2011)

Langs de A38 bevinden zich nog diverse faciliteiten en aansluitingen in planning of zijn al gereed. De verzorgingsplaats Rohnetal (tankstation en restaurant) werd in het eerste kwartaal van 2011 gereed gesteld. De bouw van de verzorgingsplaats Eichsfeld was in juni 2016 gestart. De opening in de richting van Leipzig was op 23 november 2016 en de richting van Kassel op 23 december 2016. Sinds 29 april 2013 is de A71 via het nieuw gebouwde knooppunt Dreieck Südharz aan de A38 verbonden. Op 5 december 2012 werd de snelwegaansluiting Großwechsungen (nummer 9) geopend. Daarmee werd de nieuwbouw van de B243 op de A38 aangesloten. De huidige aansluiting Leipzig-Süd zal wanneer de A72 Leipzig - Chemnitz gebouwd is, de functie van een snelwegknooppunt krijgen. 

## Milieubelasting en maatregelen

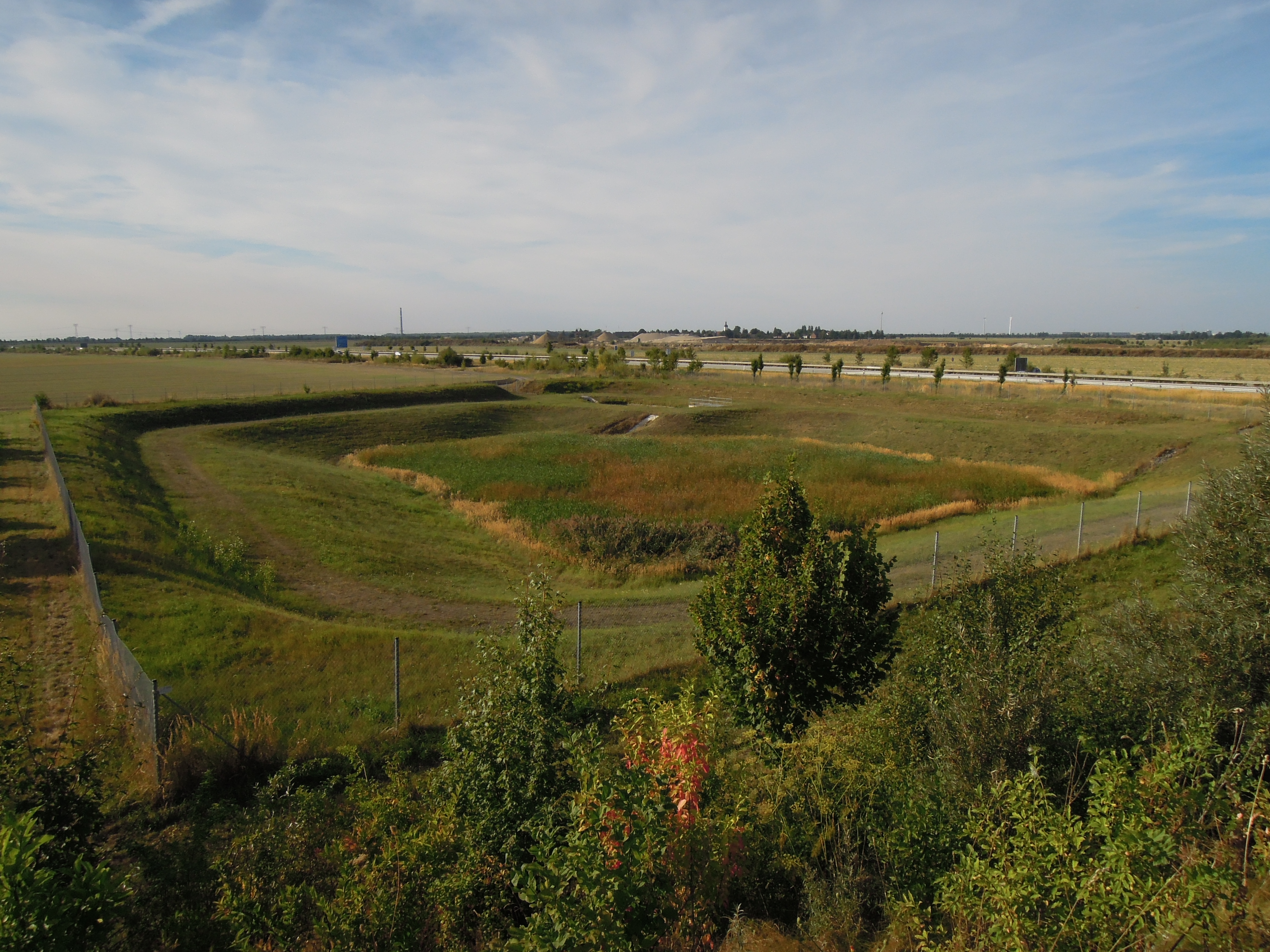
Opvanglocatie voor vervuild regenwater vanaf de A38 bij Knauthain. (2013)

Door het rijdende verkeer verzamelen zich op de rijbanen schadelijke stoffen, onder andere veroorzaakt door slijtage van banden, uitlaatgassen van verbrandingsmotoren en lekkages van hydraulische systemen. Bij vochtig weer, respectievelijk regenval lossen de schadelijke deeltjes op de rijbaan op, binden zich aan het water en vloeien naar de omliggende natuurgebieden. In het bijzonder op bruggen wordt het regenwater gecontroleerd naar de landhoofden geleid, waardoor de concentratie schadelijke stoffen op deze locaties verhoudingsgewijs hoger is. Om de daardoor ontstane milieubelasting te verminderen, werden opvanglocaties gebouwd waar de schadelijke stoffen afzinken en op die plek achterblijven, waardoor schoner water de natuur in kan stromen. Deze passieve methode van waterzuivering is onder andere bijzonder belangrijk wanneer het gaat om bruggen over water en om het afvalwater niet ongefilterd in rivieren of meren te lozen. In de omgeving van het Leipziger Neuseenland bevinden zich langs de A38 talrijke van deze opvangplekken.

## Galerij

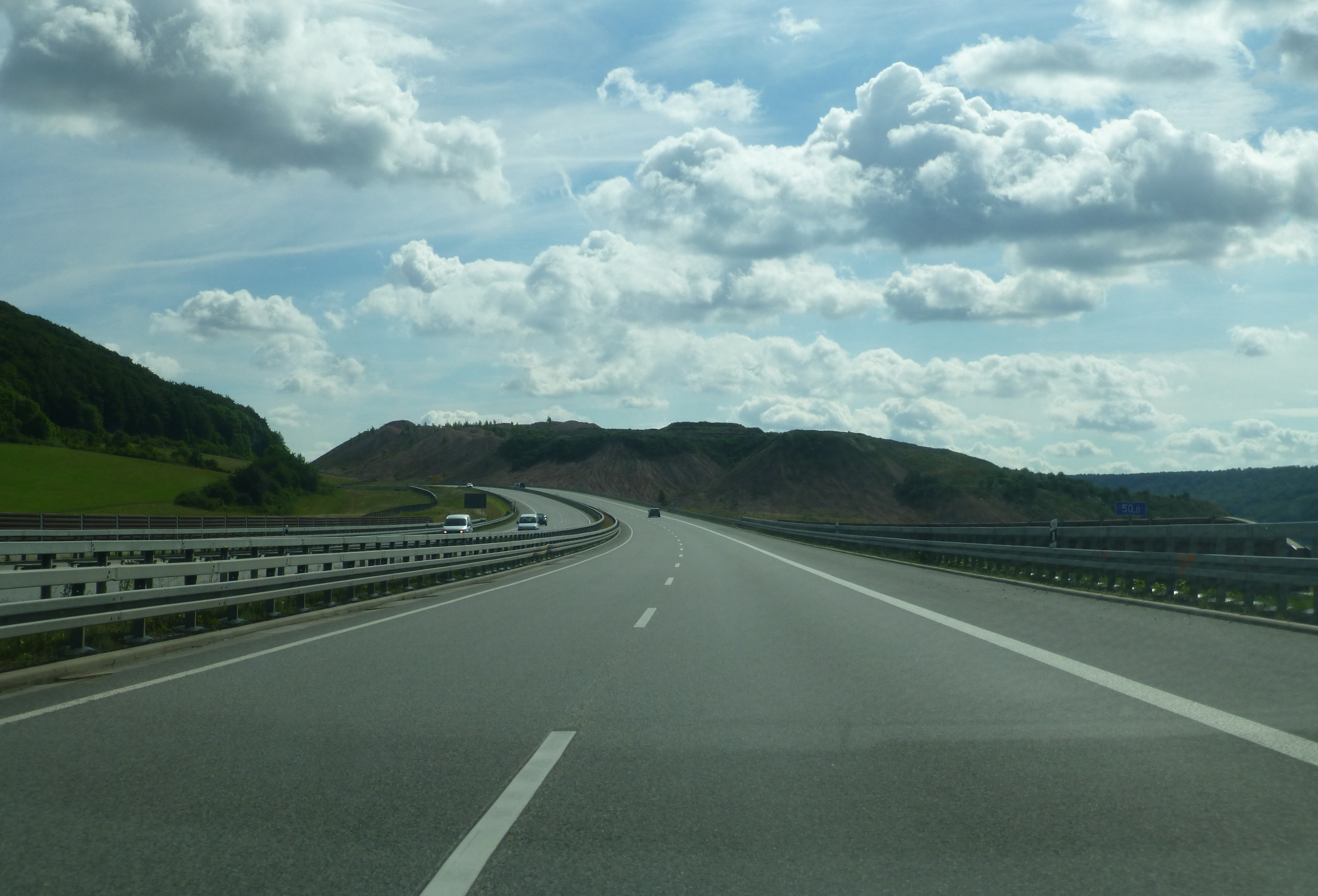
De A38 bij Sollstedt met de Abraumhalde (midden) en Egelskopf (links). (2013)
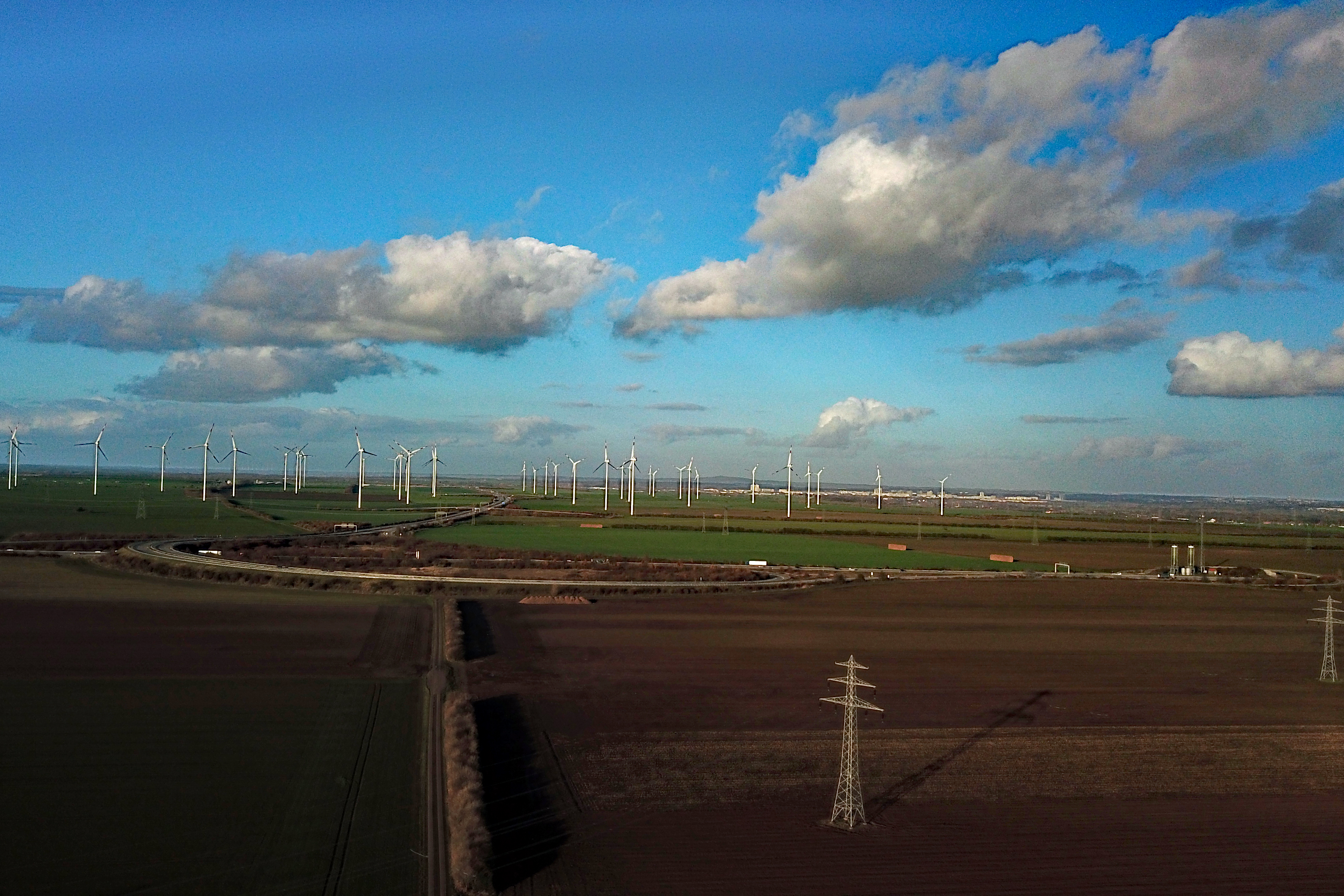
Dreieck Halle-Süd; van links naar rechts de A38 en in het midden de A143. Op de achtergrond het windpark Große Schanze bij Holleben. (2017)
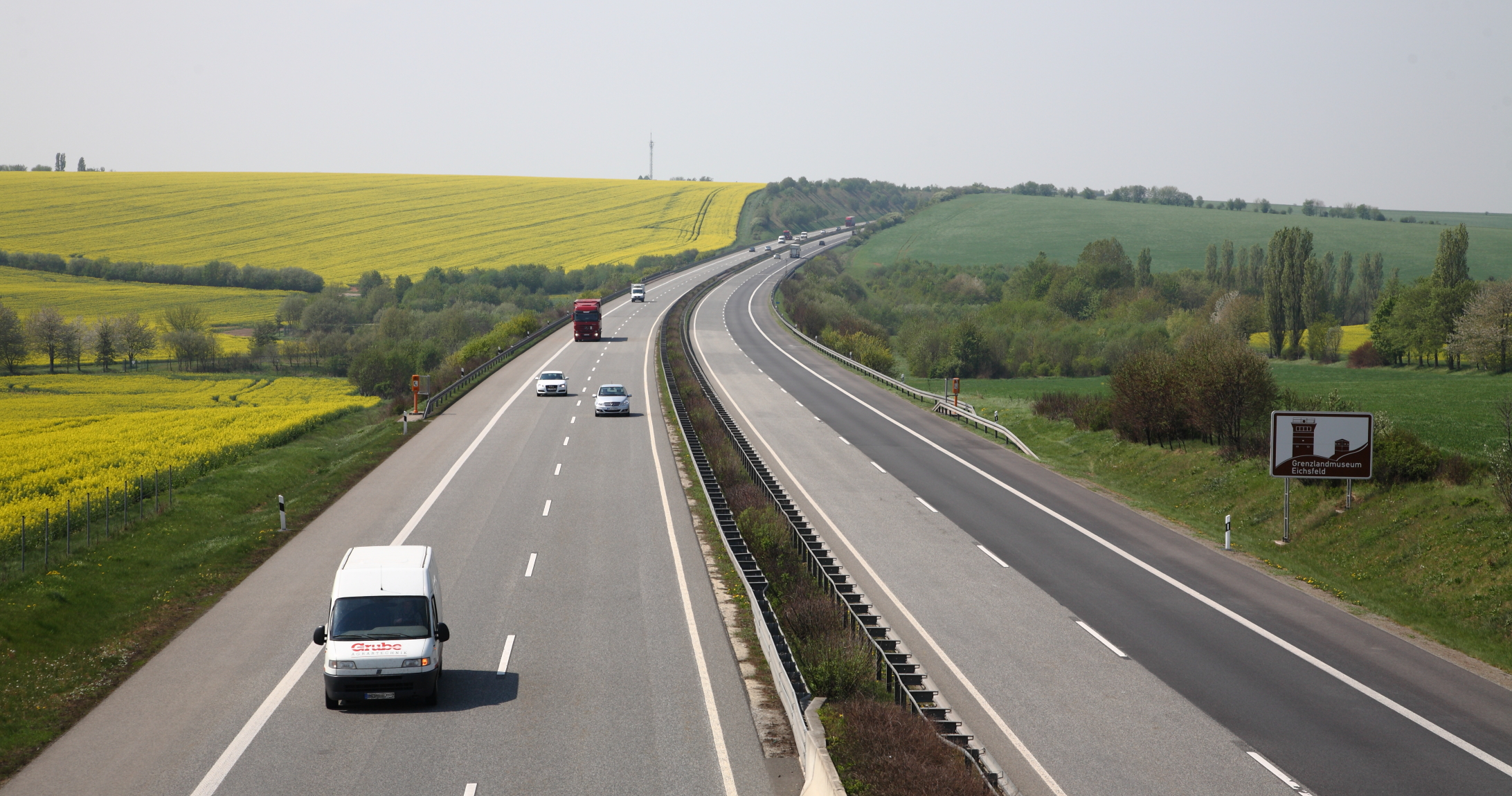
De A38 tussen Kirchworbis en Gernrode. (2011)
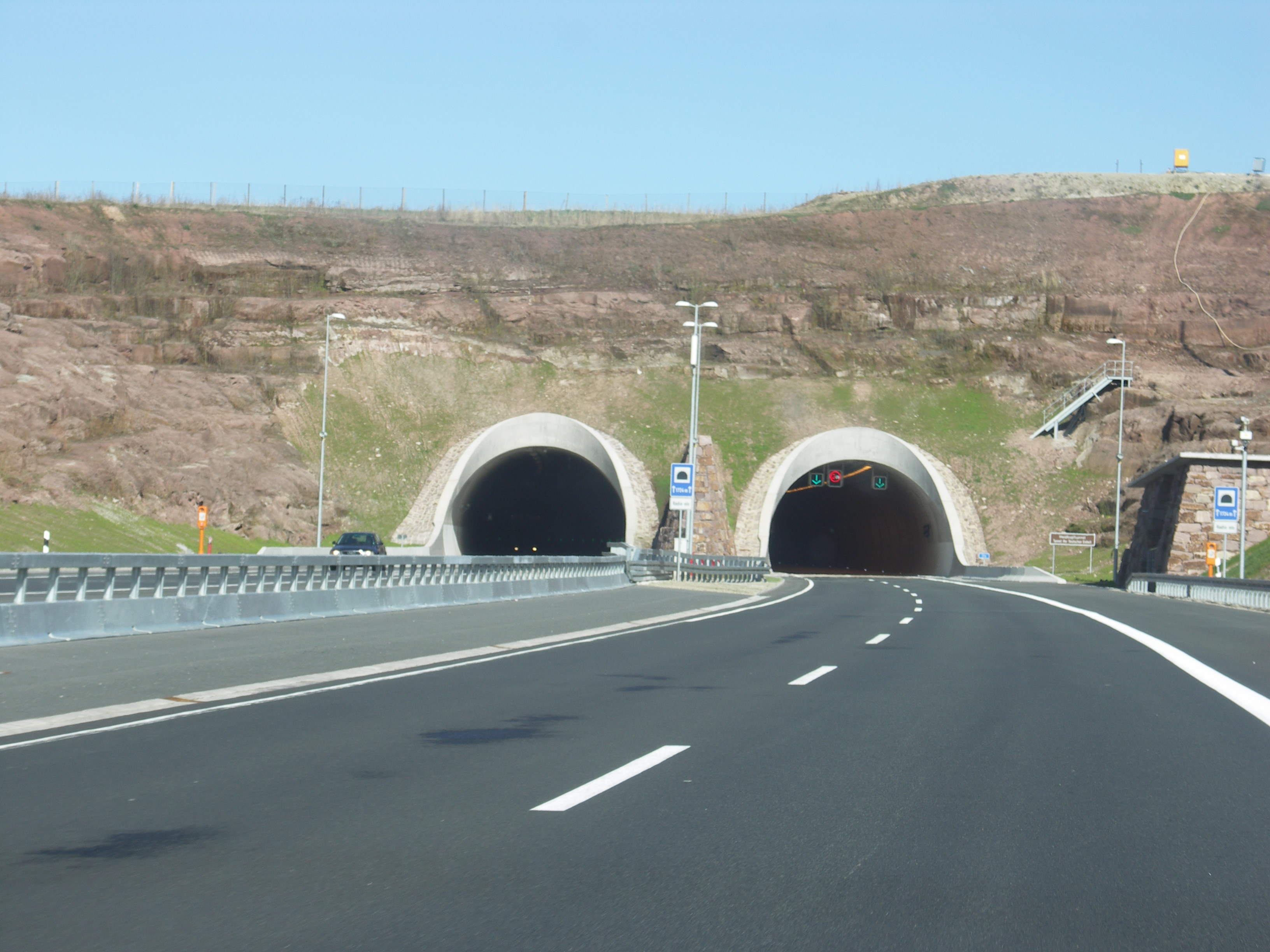
Oostelijke ingang van de Heidkopftunnel. (2007)
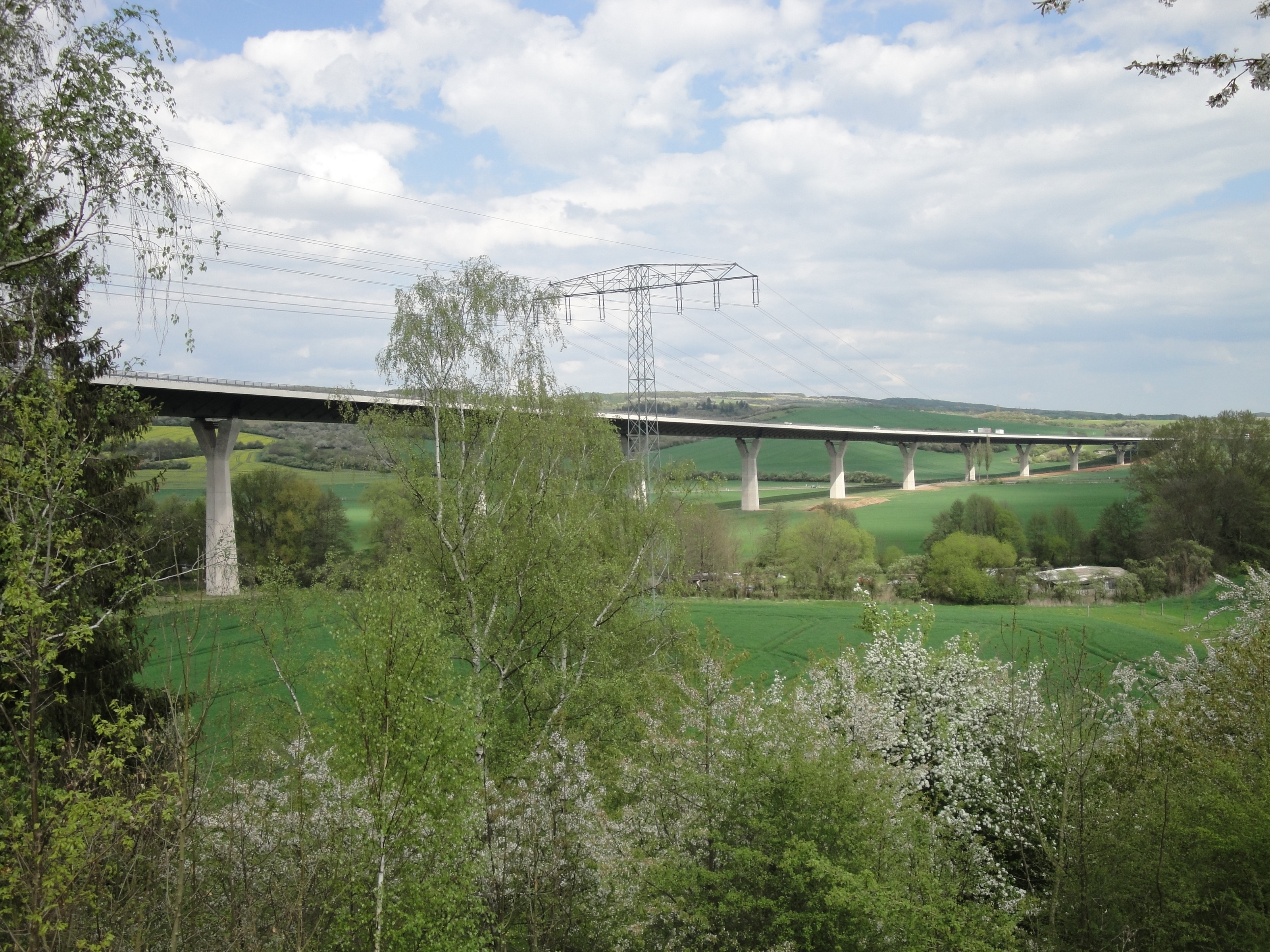
Thyratalbrücke (2010)